# 拜扎凯纳
拜扎凯纳（英語：Byzacena）古罗马突尼斯行省之一。建立于公元3世纪末的戴克里先统治时期，约相当于今突尼斯的萨赫勒地区。该省设立促进了古罗马后期北非城市之发展，并见于相关著述，具有重要地影响与积极意义。